# Semana Santa en Guamal
La celebración de la Semana Santa en Guamal, (Magdalena), Colombia, es un conjunto de prácticas culturales de arraigo popular en la sociedad local, producido y reproducido desde finales del siglo XIX - aunque sus orígenes se remontan al periodo colonial de la región -, en el cual convergen las celebraciones religiosas, las artes populares y la cocina tradicional, siendo los propios guamaleros quienes se organizan para preparar, poner en escena y vivir la celebración, convirtiéndola en un espacio equitativo e inclusivo de encuentro y de refuerzo de los vínculos entre gran parte de los miembros de la comunidad.
Esta celebración se vivencia plenamente en todo el territorio municipal e incluso en el ámbito regional, pese a que tiene su centro en el casco urbano de Guamal, ya que hasta este municipio llegan personas de otros cercanos, como El Banco, Astrea, los Loba (San Martin, Barranco y Hatillo), Chimichagua, aportando a su enriquecimiento con su participación. Esto, sin contar los paisanos que se movilizan desde otras regiones del país y el exterior hacia el municipio, en el marco de la Semana Santa, algunos por el pago de mandas y otros como espectadores.
La Semana Santa guamalera tuvo su origen en la momposina, copiando su vestimenta, la forma de marchar, la cruz del Jueves Santo e incluso imitando las marchas de mompox, viéndose influenciada en todos sus aspectos por esta, sin embargo, a partir del tercer periodo que hemos identificado, los guamaleros aportaron
elementos diferenciadores, especialmente en cuanto a la participación de las mujeres en las procesiones, la coreografía realizada por los nazarenos al compás de las marchas, la elaboración por artesanos locales de algunos de los pasos más recientes y sus andas, así como la composición por parte de músicos locales o vinculados a las bandas del municipio de las marchas más nuevas del repertorio.

## Contextualización histórica
Durante el periodo prehispánico, el territorio del municipio de Guamal, Magdalena, hizo parte de la provincia del Pocabuy o Pacabuy, perteneciente a la Nación Chimila, ubicada entre los ríos y humedales de lo que hoy se conoce como Depresión Momposina. Los pueblos de Barranca de Melambo – hoy Guamal–, tenían como líder al cacique Melambo. Guamal fue fundado el 16 de julio de 1747 por el maestre de campo Fernando de Mier y Guerra, español residenciado en Mompós, con 131 vecinos y 533 almas, a orillas del río Magdalena, jurisdicción de la ciudad de Tamalameque, “provincia de Santa Marta”. Fue bautizado como Nuestra Señora del Carmen de Barrancas Bermeja. El primer cura fue don Remigio de Velasco y el alcalde pedáneo fue el capitán Martín Ruiz Díaz.

Desde el siglo XVI, como continuación de los autos sacramentales y en el marco del proceso de la Contrarreforma, se han llevado a cabo procesiones que recrean, particularmente, la pasión, muerte y resurrección de Jesucristo. Se originaron en España y extendieron hasta los territorios ultramarinos que dominó durante su época imperial, periodo en el cual llegaron a tierras colombianas. Destacan en el
ámbito nacional las de Popayán - que hacen parte, también, de la Lista representativa del Patrimonio Cultural e Inmaterial de la Humanidad -, las de Tunja y las de Ciénaga de Oro.

En el ámbito regional se destaca la Semana Santa de Santa Cruz de Mompox, que se celebra con la participación de personas de toda la comarca desde 1564, de acuerdo a lo consignado en el Boletín Historial 33/34 de la Academia de Historia de dicha ciudad. De esta celebración derivó, a finales del siglo XIX, la Semana Santa guamalera, imitándola y adquiriendo con el tiempo características propias que logran diferenciarla, sin desconocer sus muchas y naturales similitudes.

A finales del siglo XIX, aproximadamente en el año 1895, el señor Benito Guerra Rodríguez, natural del municipio de Guamal, contrató al artesano italiano Felipe Peredo, radicado en Mompox, para que le construyera el paso conocido como “El paso de los Guerra”, cuyo nombre oficial es Sentencia o Jesús ante Pilatos. La principal motivación para esta iniciativa fue la dificultad propia de la época para el desplazamiento hasta la ciudad valerosa de los fieles guamaleros, además de los altos costos del hospedaje en ella, principalmente en esta temporada, de gran movimiento turístico en la ciudad.
Desde las primeras etapas de la celebración, los laicos, nazarenos o no, han sido los organizadores del evento, mediante diferentes agremiaciones y con el acompañamiento, del clero, no bajo su dirección ni a instancias de la Iglesia Católica, sin desconocer la permanente conexión e interrelación entre los actos litúrgicos y los actos culturales tradicionales. El desarrollo histórico de esta celebración se puede dividir en cuatro periodos, a saber: 1895 - 1959, 1960 - 1970, 1971 - 1990 y 1991 a la actualidad.